# Дом Шакир-солдата
Дом Шакир-солдата — здание с усадьбой в историческом центре, Вахитовском районе города Казани, построенное в конце XIX века. Находится на улице Габдуллы Тукая. Является яркой достопримечательностью Старо-Татарской слободы, памятником архитектуры и объектом культурного наследия регионального (республиканского) значения.

## Описание
Представляет собой кирпичное двухэтажное здание, решенное асимметрично как в плане, так и по фасаду. Внешний облик его трактован в духе средневековой романтики – в формах марокканско-андалусийской исламской архитектуры. В комплекс усадьбы также входили доходный дом и развитые дворовые службы. Они были выполнены из белого камня и включали в себя обширные конюшни, каретник, баню, флигеля для прислуги, холодные службы и др. Комплекс усадьбы занимал большой участок, примыкавший к Усмановской, ныне Султановской мечети.
На официальном сайте Министерства культуры РТ в перечислении объектов культурного наследия РТ зданию дано следующее описание:

  Относится к типу городских особняков. Отличается асимметричной композицией. Двухэтажный, кирпичный, прямоугольный в плане дом на уличном фасаде состоит из трех частей: левой - в одно окно, завершенной низкой квадратной в плане башней под шатровой крышей; средней - самой протяженной, в пять окон на каждом этаже, в правом углу которого, на первом этаже, размещена входная двухстворчатая дверь с балконом-навесом второго этажа над ней; правой узкой, завершенной аттиком, выступающим над карнизом средней части, высоким арочным окном второго этажа, с широким арочным проездом на первом этаже .

## История
В 1895-1898 гг. по заказу известного мещанина Шакирзяна Шамсутдинова на территории Старо-Татарской слободы, на улице Тихвинской (ныне северная часть улицы Г.Тукая) был построен двухэтажный особняк.
Шакирзян Шамсутдинов – первый владелец дома, в молодости сделал успешную карьеру военного, это отчасти объясняет тот факт, что среди жителей Казани за зданием закрепилось название дом Шакир-солдата.
В 1902 году здание частично пострадало от большого пожара в Старо-Татарской слободе, уничтожившего более 300 домов.
В 1918 году здание было передано в собственность государства  и заселено жильцами.
В апреле 2012 года  здание было передано Инвестиционной группе компаний ASG  в рамках государственно-частного партнерства между Мэрией Казани и Инвестиционной группой компаний ASG для совместной деятельности по развитию казанской агломерации и участии ASG в работе по восстановлению и реконструкции исторического центра города, заключенного 16 февраля 2012 года 